# Petras Čėsna

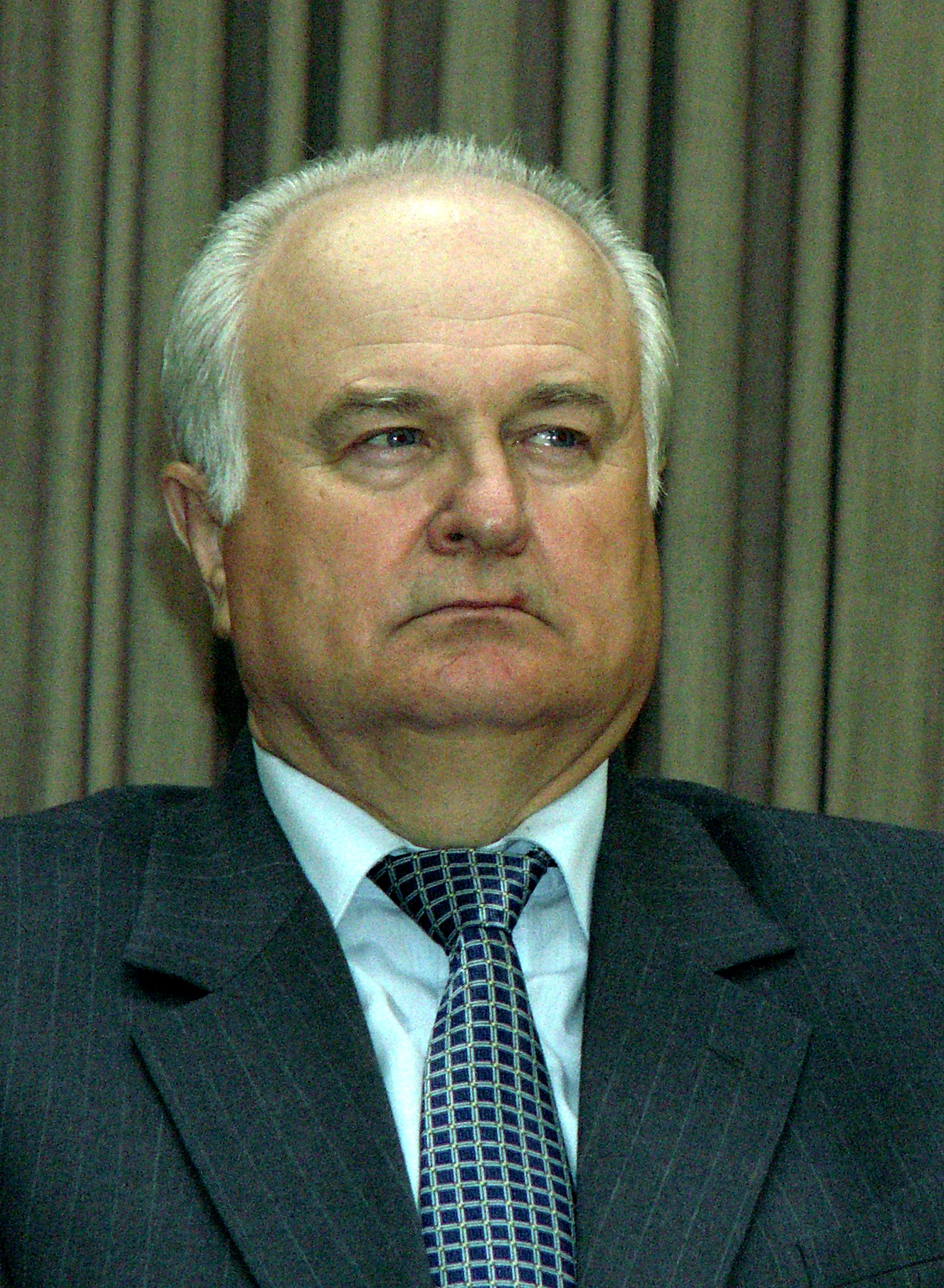
Petras Povilas Čėsna

Petras Povilas Čėsna (* 20. Februar 1945 in Raseiniai) ist ein litauischer Manager und Politiker.

## Leben
Nach dem Abitur von 1959 bis 1963 an der Mittelschule Raseiniai lernte er von 1963 bis 1965 am Polytechnikum Klaipėda und von 1966 bis 1972 studierte er am Technischen Institut Kaliningrad und von 1973 bis 1977 absolvierte er das Diplomstudium der Industrieplanung an der Vilniaus universitetas. Ab 1973 war er Direktor des Kombinats Briedis in Klaipėda, ab 1976 stellvertretender Direktor, ab 1985 Leiter einer Abteilung und Kollegiumsmitglied im sowjetlitauischen Ministerium für Möbelwirtschaft, ab 1992 Generaldirektor der AB Medienos plaušas in Vilnius, ab 1998 der AB Vilniaus baldų kombinatas, von 2004 bis 2005 Berater der UAB „Baldora“.
Seit 2001 ist er Mitglied der Lietuvos socialdemokratų partija. Von 2001 bis 2004 war er Wirtschaftsminister Litauens und von 2005 bis 2006 Verkehrsminister im Kabinett Brazauskas II.

## Quelle
- 2008 m. Lietuvos Respublikos Seimo rinkimai - Lietuvos socialdemokratų partija - Iškelti kandidatai (Memento vom 3. November 2013 im Internet Archive)

| Personendaten    | Personendaten                     |
| ---------------- | --------------------------------- |
| NAME             | Čėsna, Petras                     |
| ALTERNATIVNAMEN  | Čėsna, Petras Povilas             |
| KURZBESCHREIBUNG | litauischer Manager und Politiker |
| GEBURTSDATUM     | 20. Februar 1945                  |
| GEBURTSORT       | Raseiniai                         |